# بورغوهوندو
بلدية بورغوهوندو (بالإسبانية: Burgohondo) هي بلدية تقع في مقاطعة آبلة التابعة لمنطقة قشتالة وليون وسط إسبانيا.

## الديموغرافيا
يبلغ عدد سكان بلدية بورغوهوندو 1.278 نسمة عام 2011 (وفقاً للمعهد الوطني للإحصاء الإسباني).
| 1.253 | 1.206 | 1.200 | 1.209 | 1.203 | 1.278 | 1.278 |